# Монстер хај: Филм
Монстер хај: Филм је играна мјузикл фантазија из 2022. у режији Тода Холанда, у продукцији телевизијског одељења Nickelodeon Movies, Mattel Television i Brightlight Pictures, по сценарију Џени Џафе, Грега Ерба, и Џејсона Оремланда, главне улоге играју Мија Харис, Цеци Балагот и Наја Дамасен. У Сједињеним Државама, објављен је и на Paramount+ и Никелодиону 6. октобра 2022.
Заснован на франшизи модних лутки Монстер хај од Mattel-a, један је од два пројекта најављених 23. фебруара, 2021, поред анимиране серије као део другог релансирања бренда Монстер хај.

## Радња
Клодин Вулф је бирасна девојка полувукодлак, рођена од људског оца по имену Аполо и вукодлачке мајке по имену Селена. На Клодинин 15. рођендан, она добија позивницу да студира у Монстер хају. Иако нерадо, Аполо пристаје да јој дозволи да присуствује, под условом да сакрије своју људску страну.
По доласку у Монстер хај, Клодин се спријатељи са Френки Штајн, небинарним франкенчудовиштем брилијантног ума и заљубљује се у Дуса Горгона, сина Медузе. Такође упознаје Дракулауру, ћерку Дракуле; Клео де Нил, Дусову бившу девојку и ћерку Мумије; Лагуну Блу, колумбијско морско чудовиште; и зомбија Гулију Јелпс. Директорка школе Бладгудова позива Клодин да представи ученике на већу Монстер хаја на предстојећем Дану оснивача, на шта она пристаје.
Клодин открива да се привремено трансформише у човека када осети снажне емоције, посебно око Дуса. Током часа, њен професор господин Комос препричава причу о Едварду „Едију“ Хајду, бившем студенту и получудовишту, који је избачен када је његова људска страна откривена, пустивши да га убију ловци. Комос каже да је Хајд створио формулу да се трансформише у пунокрвно чудовиште, али никада није могао да је тестира јер је убијен пре него што је то могло да се деси. Клодин одлучује да пронађе и попије формулу.
Клодинину тајну открива Френки. Уместо да је избегавају, помажу јој да потражи Хајдову лабораторију на школском гробљу. Тамо откривају Дракулауру како вежба вештичарење, што обећавају да ће чувати у тајности у замену за њену помоћ. Група проналази лабораторију, али она има браву коју само одређена рука може да отвори.
Дракулаура проналази чаролију која би могла да откључа лабораторију, са џиновом кости као једним од састојака. Клодин сакупи мало са шоље Бладгудове, а Клео ју је замало ухватила, све док Дракулаура није бацила чаролију да промени Клодинин лик. Следећи састојак је змијски отров, који Клодин добија из Дусове косе; њих двоје развијају осећања једно према другом након што стекну међусобно поверење. Касније, Клодин, Френки и Дракулаура завршавају чаролију, али не могу да откључају лабораторију и ухватили су их Бладгудова, Комос и Клео, од којих је последња рекла Бладгудовој о Дракулаурином практиковању магије. Док школа почиње да се тресе, Бладгудова схвата да је „неистинито чудовишно срце“ негде међу њима.
Сутрадан, осећајући да доводи све у опасност, Клодин напушта школу. Дракулаура и Френки је проналазе и убеђују је да се врати, говорећи да ће јој помоћи без обзира на све. На Дан оснивача, група открива да Клодинина трансформисана људска рука може да отвори Хајдову лабораторију; иако се чини да је простор једноставно гробница џина, они проналазе Хајдову лабораторију и формулу иза скривених врата. Клодин замало попије формулу, али застане, нерадо да се одрекне своје „друге половине“. Одједном, г. Комос се појављује, откривајући да је и он полу- човек и говори Клодин да одустајање од себе није решење. Када му она да формулу, Комос је пије уместо тога, откривајући да је он сам Хајдов син и да жели да освети очеву смрт уништавањем Монстер хаја.
Комос се трансформише у пунокрвно чудовиште са способношћу да апсорбује моћи чудовишта, узимајући прво Дракулаурине моћи. Након што су Комоса закључале у лабораторију, Клодин, Френки и Дракулаура зову Клео у помоћ, која стиже са Лагуном, Дусом, Гулијом и Хитом. Комос бежи и затим краде Дусове моћи, претварајући Дуса у камен; Клодин, сломљеног срца, претвара се у човека у фулу, на велики шок тинејџера. Клодин користи Клеин телефон да натера господина Комоса да погледа сопствени одраз, окаменивши га и враћајући Дракулаури и Дусу моћи. Бладгудова, Дракула и веће Монстер хаја стижу на време да открију и Комосове намере и Клодинину тајну.
Сутрадан стиже Аполо да покупи Клодин како би се вратили у свет људи. На њихово изненађење, директорка Бладгуд открива да не избацује Клодин због њеног „истинског чудовишног срца“, а Дракула наводи да се школска повеља поново пише како би се признало да нису сви људи лоши. Чудовишта дочекују Клодин као свог првог званичног ученика људске крви, Дракула дозвољава Дракулаури да практикује вештичарење, а Дус се кандидује за веће ученика. Дракула, Аполо и сви ученици славе Клодин.
У сцени пре одјаве, на непознатом месту, вештица гледа кроз кристалну куглу и наређује својим поданицима да јој доведу Дракулауру, наговештавајући догађаје Монстер хај 2.

## Улоге
| Улога              | Глумац           | Српски глас       |
| ------------------ | ---------------- | ----------------- |
| Клодин Вулф        | Мија Харис       | Анђела Џаферовић  |
| Френки Штајн       | Цеци Балагот     | Ивона Аливојводић |
| Дракулаура         | Наја Дамасен     | Ивона Рамбосек    |
| Дус Горгон         | Кејс Вокер       | Никола Тодоровић  |
| Г. Комос           | Кајл Селиг       | Mateya            |
| Директорка Бладгуд | Марси Ти Хаус    | Софија Јуричан    |
| Аполо              | Скоч Елис Лоринг | Томаш Сарић       |
| Дракула            | Стив Валентајн   | Марко Марковић    |
| Клео де Нил        | Ји Пришкулник    | Јана Пауновић     |
| Лагуна Блу         | Лина Лекомпт     | Јована Васић      |
| Хит Бернс          | Џастин Дериксон  | Марко Ћурчић      |
| Гулија Јелпс       | Лила Фицџералд   | Дана Барбара      |
| Еби Боминабл       | Насив Сал        | Ирина Арсенијевић |
| Григор             | Аџај Бенкс       | Милан Тубић       |
| Око                | Брајан Добсон    | оригинални глас   |
| Лобањка            | Наташа Легеро    | Јована Цавнић     |
| Вештица            | Артемис Пебдани  | Ана Кораћ         |
| Наслов серије      | /                | Снежана Нешковић  |

## Ликови
- Мија Харис као Клодин Вулф, ћерка Вукодлака и Аполоа, најбоља другарица Френки и Дракулауре, и Дусова симпатија. Она је полу-вукодлак и полу-човек, и помало заштићена пошто је одрасла у људском свету, али је веома брижна и јако брине за своје пријатеље. На крају филма, након што је Монстер хај спашен, подразумева се да она започиње романсу са Дусом.
- Цеци Балагот као Френки Штајн, дете Франкенштајна и дете доктора и докторке Штајн, и најбоља другарица Клодин и Дракулауре. Она је франкенчудовиште рођено пре само 15 дана и састављено од неких од највећих генија у историји, Френки је Клодинина цимерка. За разлику од претходних инкарнација лика, Френки је небинарна и направљена је од различитих мушких и женских делова тела, попут мозга направљеног од делова мозга Алберта Ајнштајна, Марије Кири, Платона и жене по имену Лиз није добила заслуге за наводно стварање интернета, док јој је срце од рибара.
- Наја Дамасен као Дракулаура, ћерка Дракуле и другарица Френки Штајн и Клодин Вулф. Помало је бунтовница, опседнута је магијом, посебно вештичарењем, иако је то строго забрањено.
- Кејс Вокер као Дус Горгон, син Медузе и Лире, Хитов најбољи друг, Клеин бивши дечко и Клодинина симпатија. Због својих горгонских моћи, принуђен је да носи наочаре како никога не би трансформисао у камен и крије своје змије испод капе да никога не уједу. Г. Комос/Хајд му одузима моћи и он је претворен у камен, на Клодинино ужаснуће, али је убрзо враћен у живот након што је Хајд поражен, и кандидује се за председника ученика на крају филма и улази у везу са Клодин.
- Кајл Селиг као г. Комос / Едвард "Еди"  Хајд млађи, полу-чудовиште и полу-човек са роговима Монстер хејев стални "кул наставник". Г. Комос је невероватно поуздан, и нуди Клодин смернице и савете како да се уклопи у Монстер хају. Али открива се да је он син полу-човека полу-чудовишта Едварда „Едија“ Хајда којег су убили људи након што је избачен из Монстер хаја.
- Марси Ти Хаус као безглава директорка Бладгуд, безглава јахачица, која је Монстер хајева строга али фер директорка и цепидлака за придржавање правила.
- Скоч Елис Лоринг као Аполо, човек који је Клодинин отац. За разлику од већине људи, Аполо никада није имао лоше мишљење о чудовиштима, воли своју ћерку и жену веома много, не обазирујући се на чињеницу да су оне вукодлаци (Клодин је полу-вукодлак).
- Стив Валентајн као Дракула, Дракулаурин отац, пријатељ Бладгудове, и члан већа Монстер хаја. Дракула врши притисак на Дракулауру како би постала одличан ученик, баш као што су он, његов отац, деда, и прадеда били.
- Ји Пришкулник као Клео де Нил, ћерка мумије, Дусова бивша девојка, Лагунина најбоља другарица, и Монстер хајева "Нафурана мала".
- Лина Лекомпт као Лагуна Блу, ћерка морског чудовишта и морске нимфе. Она је Клеина најбоља другарица.
- Џастин Дериксон као Хит Бернс, син ватрених елементала, Дусов најбољи друг, и Ебина симпатија.
- Лила Фицџералд као Гулија Јелпс, ћерка зомбија. За разлику од претходних Монстер хајевих пројеката, Гулија заправо говори и не храмље наоколо.
- Насив Сал као Еби Боминабл, ћерка Јетија и Хитова симпатија.
- Аџеј Бенкс као Григор.
- Брајан Добсон као Око.
- Наташа Легеро као Лобањка.
- Артемис Пебдани као Вештица.